# Hemsjön (Björna socken, Ångermanland)
Hemsjön är en sjö i Örnsköldsviks kommun i Ångermanland och ingår i Gideälvens huvudavrinningsområde. Sjön har en area på 0,329 kvadratkilometer och ligger 270,4 meter över havet. Sjön avvattnas av vattendraget Kärrsjöbäcken.

## Delavrinningsområde
Hemsjön ingår i det delavrinningsområde (707062-163738) som SMHI kallar för Inloppet i Kärrsjön. Medelhöjden är 258 meter över havet och ytan är 10,28 kvadratkilometer. Det finns inga avrinningsområden uppströms utan avrinningsområdet är högsta punkten. Kärrsjöbäcken som avvattnar avrinningsområdet har biflödesordning 2, vilket innebär att vattnet flödar genom totalt 2 vattendrag innan det når havet efter 76 kilometer. Avrinningsområdet består mestadels av skog (81 procent). Avrinningsområdet har 0,33 kvadratkilometer vattenytor vilket ger det en sjöprocent på 3,2 procent.